# Paul Becker (Meteorologe)
Paul Becker (* 4. Oktober 1958 in Flensburg) ist ein deutscher Meteorologe, Präsident des Bundesamtes für Kartographie und Geodäsie (BKG) und Honorarprofessor am Institut für Atmosphäre und Umwelt der Goethe-Universität Frankfurt am Main.

## Leben
Becker studierte Meteorologie an der Universität Hamburg, erlangte 1984 das Diplom und promovierte 1987 zum Dr. rer. nat. Er arbeitete als wissenschaftlicher Mitarbeiter an der Universität Hamburg und am Max-Planck-Institut für Meteorologie.
1989 wechselte Becker zum Deutschen Wetterdienst. Dort widmete er sich zunächst operationellen Vorhersagediensten, der Produktentwicklung unter Nutzung von Fernerkundungsdaten und numerischen Simulationen. Ab 1996 leitete er ein Vertriebsreferat. Seit 1998 nimmt Becker einen Lehrauftrag an der Universität Hamburg wahr. In seiner Funktion als Abteilungsleiter leitete er ab 2005 zeitweise die Abteilungen Medizinmeteorologie sowie Klima- und Umweltberatung und beschäftigte sich u. a. mit der Klima- und Klimafolgenforschung. 2008 wechselte Becker in den Vorstand des Deutschen Wetterdienstes und übernahm die Leitung des Geschäftsbereiches Klima und Umwelt. Seit 2010 hatte Becker zusätzlich das Amt des Vizepräsidenten des Deutschen Wetterdienstes inne. 2017 nahm er einen Lehrauftrag an der Goethe-Universität Frankfurt am Main an, die ihn ein Jahr darauf als Honorarprofessor berief.
Becker ist seit 1. April 2019 Präsident und Professor des Bundesamtes für Kartographie und Geodäsie.

## Veröffentlichungen (Auswahl)
- P. Becker: Three-dimensional investigations of roll-vortices: A Case Study. In: Beiträge zur Physik der Atmosphäre. Band 2, 1987, S. 170–179.
- L. Kaufeld, P. Becker: Seasonal Forecasts and Verification of ECMWF Temperature Forecasts in Deutscher Wetterdienst. In: Seasonal Forecasting Users Meeting. EZMW, Reading, U.K 2002.
- P. Becker, K. Bucher, G. Jendritzky, C. Koppe: Germany’s Heat-Health Warning System. In: Annalen der Meteorologie. Band 41, Nr. 1, 2005, S. 279–281.
- C. Koppe, P. Becker: Medium-Range EPS Forecasts for the Health Sector: Heat Waves. In: Seasonal Forecasting Users Meeting. EZMW, Reading, U.K 2006.
- P. Becker, T. Deutschländer, F. Imbery: Wie hart trifft es Deutschland? Sonderteil Herausforderung Klimawandel. In: Spektrum der Wissenschaft. 2012.
- F. Kaspar, H. W. Rust, U. Ulbrich, P. Becker: Verification and process oriented validation of the MiKlip decadal prediction system. In: Meteorologische Zeitschrift. Band 25, Nr. 6, 2016, S. 629–630.